# Wamin
Ne doit pas être confondu avec Estrée-Wamin.
Wamin est une commune française située dans le département du Pas-de-Calais en région Hauts-de-France.
La commune fait partie de la communauté de communes des 7 Vallées qui regroupe 66 communes et compte 29 425 habitants en 2022.

## Géographie

### Localisation
Localisée dans le sud-ouest du département du Pas-de-Calais, Wambercourt est une commune située, à vol d'oiseau, à 4 km au nord de la commune d'Hesdin-la-Forêt (aire d'attraction), dont elle est limitrophe, et à 22 km à l'est de la commune de Montreuil-sur-Mer (chef-lieu d'arrondissement).
Le territoire de la commune est limitrophe de ceux de sept communes.
Les communes limitrophes sont Fressin, Auchy-lès-Hesdin, Cavron-Saint-Martin, La Loge, Le Parcq, Wambercourt et Hesdin-la-Forêt.

### Géologie et relief
La superficie de la commune est de 7,2 km2 ; son altitude varie de 54  à   122 mètres.

### Hydrographie
La commune est située dans le bassin Artois-Picardie. Elle n'est drainée par aucun cours d'eau,.

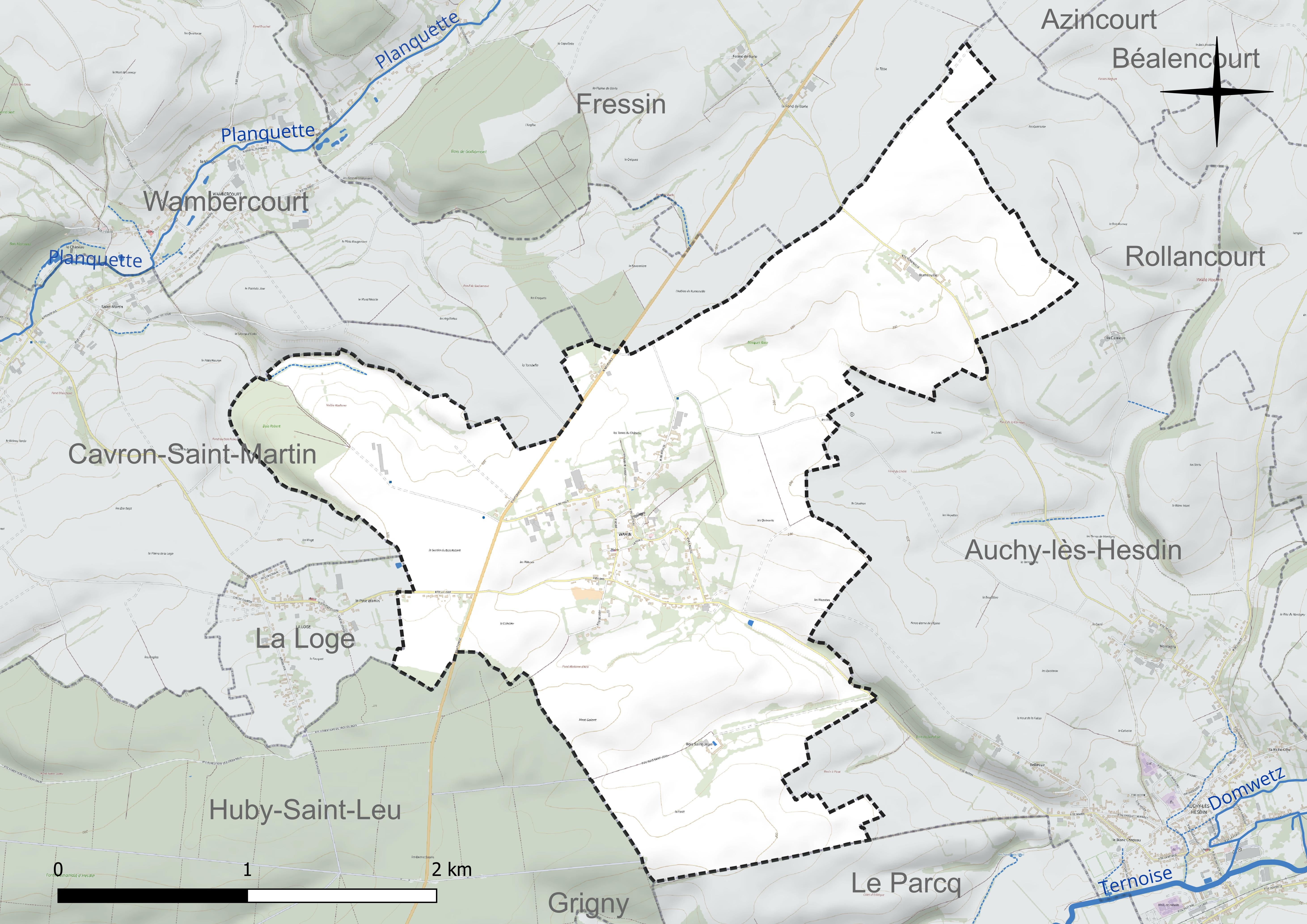
Réseau hydrographique de Wamin.

### Climat
Pour des articles plus généraux, voir Climat des Hauts-de-France et Climat du Pas-de-Calais.
En 2010, le climat de la commune est de type climat océanique franc, selon une étude du CNRS s'appuyant sur une série de données couvrant la période 1971-2000. En 2020, Météo-France publie une typologie des climats de la France métropolitaine dans laquelle la commune est exposée à un climat océanique et est dans la région climatique Côtes de la Manche orientale, caractérisée par un faible ensoleillement (1 550 h/an) ; forte humidité de l'air (plus de 20 h/jour avec humidité relative > 80 % en hiver), vents forts fréquents.
Pour la période 1971-2000, la température annuelle moyenne est de 10,3 °C, avec une amplitude thermique annuelle de 13,4 °C. Le cumul annuel moyen de précipitations est de 896 mm, avec 13,1 jours de précipitations en janvier et 8,6 jours en juillet. Pour la période 1991-2020, la température moyenne annuelle observée sur la station météorologique la plus proche, située sur la commune de Humières à 11 km à vol d'oiseau, est de 10,9 °C et le cumul annuel moyen de précipitations est de 856,9 mm,. Pour l'avenir, les paramètres climatiques de la commune estimés pour 2050 selon différents scénarios d'émission de gaz à effet de serre sont consultables sur un site dédié publié par Météo-France en novembre 2022.

### Paysages
Pour un article plus général, voir Paysage en France.
La commune est située à la jonction de deux paysages tel qu'ils sont définis dans l'atlas de paysages de la région Nord-Pas-de-Calais, conçu par la direction régionale de l'Environnement, de l'Aménagement et du Logement (DREAL), : 
- les « paysages montreuillois » qui concerne 98 communes, se délimitent : à l'Ouest par des falaises qui, avec le recul de la mer, ont donné naissance aux bas-champs ourlées de dunes ; au Nord par la boutonnière du Boulonnais ; au sud par le vaste plateau formé par la vallée de l'Authie, et à l'Est par les paysages du Ternois et de Haut-Artois. Ce paysage régional, avec, dans son axe central, la vallée de la Canche et ses nombreux affluents comme la Course, la Créquoise, la Planquette…, offre une alternance de vallées et de plateaux, appelée « ondulations montreuilloises ». Dans ce paysage, et plus particulièrement sur les plateaux, on cultive la betterave sucrière, le blé et le maïs, et les plateaux entre la Ternoise et la Créquoise sont couverts de vastes massifs forestiers comme la forêt d'Hesdin, les bois de Fressin, Sains-lès-Fressin, Créquy…[11] ;
- les « paysages du Ternois » qui concernent 138 communes avec trois pôles d'attraction que sont Hesdin à l'ouest, Saint-Pol-sur-Ternoise à l'est et, dans une moindre mesure, Frévent en lisière sud, sont délimités par deux cours d'eau : la Canche au Sud et la Ternoise au Nord. Ces paysages sont composés de plateaux, de vallées et de bocages. Les plateaux du Ternois montrent une structure tabulaire assez plane et une altitude assez régulière avec des points culminants entre 150 et 160 m.

Le territoire d'une vingtaine de kilomètres du Nord au Sud et d'Est en Ouest, est traversé par la D 939 reliant Saint-Pol-sur-Ternoise à Hesdin, par la D 912 entre Saint-Pol-sur-Ternoise et Frévent et par la ligne ferroviaire de Saint-Pol-sur-Ternoise à Étaples dans la vallée de la Canche. La position excentrée, en l'absence de grands axes autoroutiers ou ferrés structurants, a permis au Ternois de conserver un caractère rural et une certaine qualité de paysage.
Au niveau de l'occupation des sols, les surfaces cultivées sont omniprésentes sur les plateaux, avec majoritairement la culture de la betterave et de la pomme de terre, et représentent près de 72 % de la surface totale de ces paysages du Ternois, les espaces artificialisés, cantonnés dans les fonds de vallée, représentent 13 % et les surfaces boisées, présentes dans les deux principales vallées de la Ternoise et de la Canche, ne représentent que 6 %.

### Milieux naturels et biodiversité

#### Zones naturelles d'intérêt écologique, faunistique et floristique
L'inventaire des zones naturelles d'intérêt écologique, faunistique et floristique (ZNIEFF) a pour objectif de réaliser une couverture des zones les plus intéressantes sur le plan écologique, essentiellement dans la perspective d'améliorer la connaissance du patrimoine naturel national et de fournir aux différents décideurs un outil d'aide à la prise en compte de l'environnement dans l'aménagement du territoire.
Le territoire communal comprend une ZNIEFF de type 1 : la forêt domaniale d'Hesdin et ses lisières. Elle est située dans le Ternois et s'étend sur le plateau de l'Aa et sur le rebord sud d'un glacis incliné vers la dépression synclinale de la Canche.
et deux ZNIEFF de type 2 :
- la basse vallée de la Canche et ses versants en aval d'Hesdin. Cette zone humide recelant des marais tourbeux, s'étend d'Étaples à Hedin sur une superficie de 12 059 hectares[14] ;
- les vallées de la Créquoise et de la Planquette, d'une superficie de 15 157 hectares et d'une altitude variant de 13  à   181 mètres. Ces deux vallées se situent aux confins de deux régions naturelles : le Haut Pays d'Artois et le Ternois et constituent un des paysages ruraux traditionnels du Nord-Pas-de-Calais les mieux conservés[15].

Carte des ZNIEFF de type 1 et 2 sur la commune
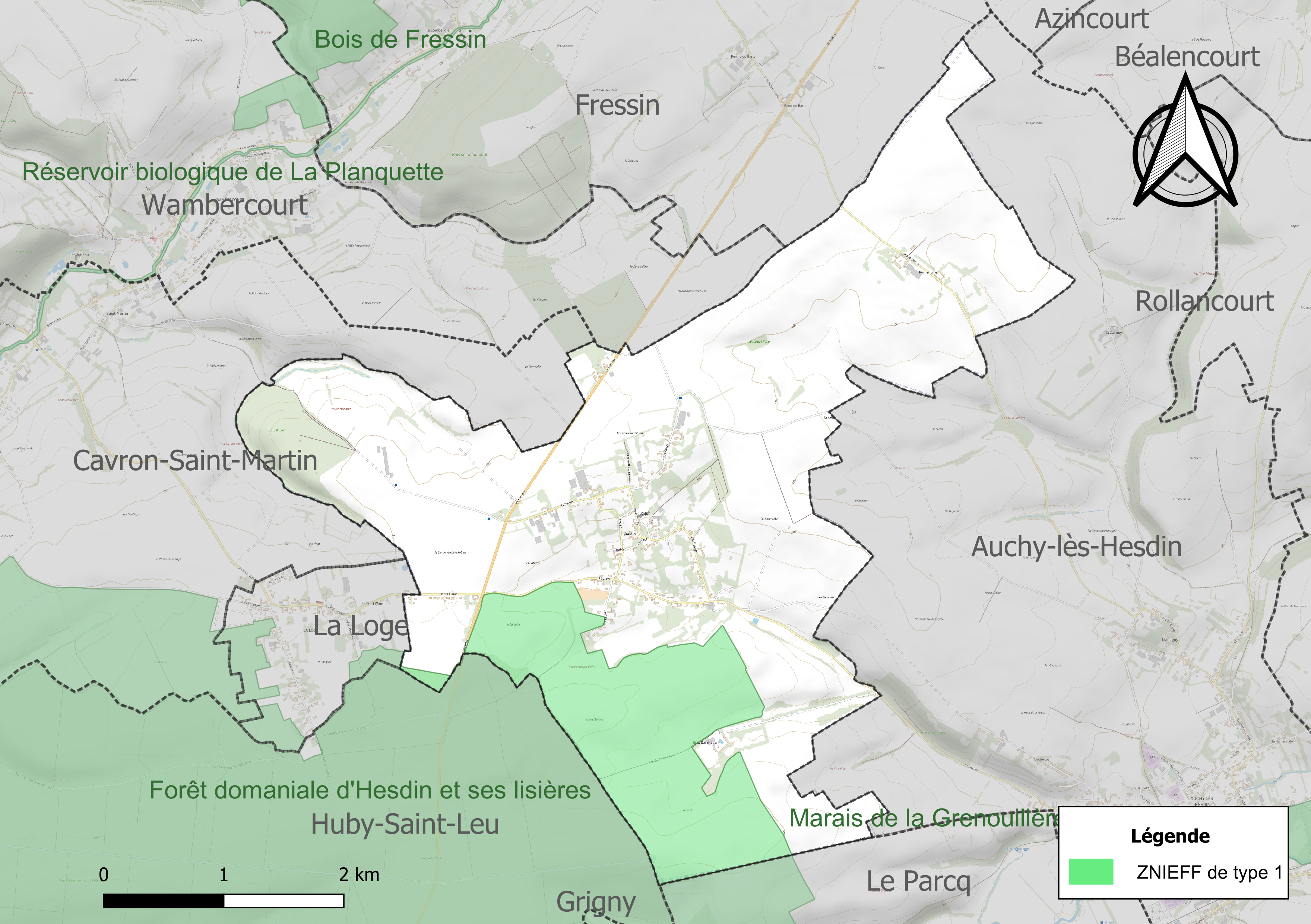
Carte de la ZNIEFF de type 1 sur la commune.
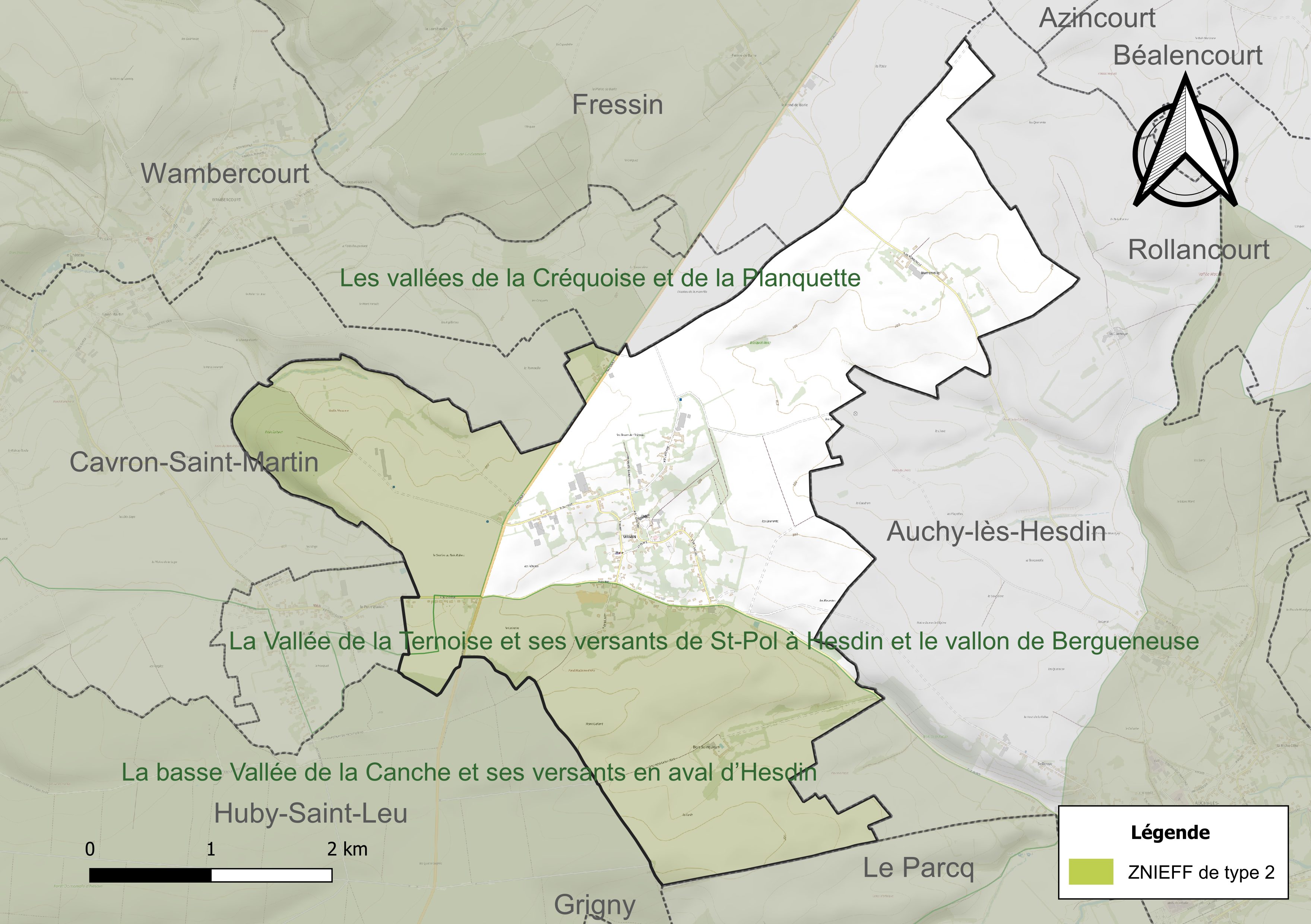
Carte des ZNIEFF de type 2 sur la commune.

## Urbanisme

### Typologie
Au 1er janvier 2024, Wamin est catégorisée commune rurale à habitat dispersé, selon la nouvelle grille communale de densité à sept niveaux définie par l'Insee en 2022.
Elle est située hors unité urbaine. Par ailleurs la commune fait partie de l'aire d'attraction d'Hesdin, dont elle est une commune de la couronne,. Cette aire, qui regroupe 28 communes, est catégorisée dans les aires de moins de 50 000 habitants,.

### Occupation des sols
L'occupation des sols de la commune, telle qu'elle ressort de la base de données européenne d'occupation biophysique des sols Corine Land Cover (CLC), est marquée par l'importance des territoires agricoles (92,8 % en 2018), une proportion identique à celle de 1990 (92,8 %). La répartition détaillée en 2018 est la suivante : 
terres arables (73,1 %), prairies (19,7 %), zones urbanisées (6,6 %), forêts (0,6 %). L'évolution de l'occupation des sols de la commune et de ses infrastructures peut être observée sur les différentes représentations cartographiques du territoire : la carte de Cassini (XVIIIe siècle), la carte d'état-major (1820-1866) et les cartes ou photos aériennes de l'IGN pour la période actuelle (1950 à aujourd'hui).

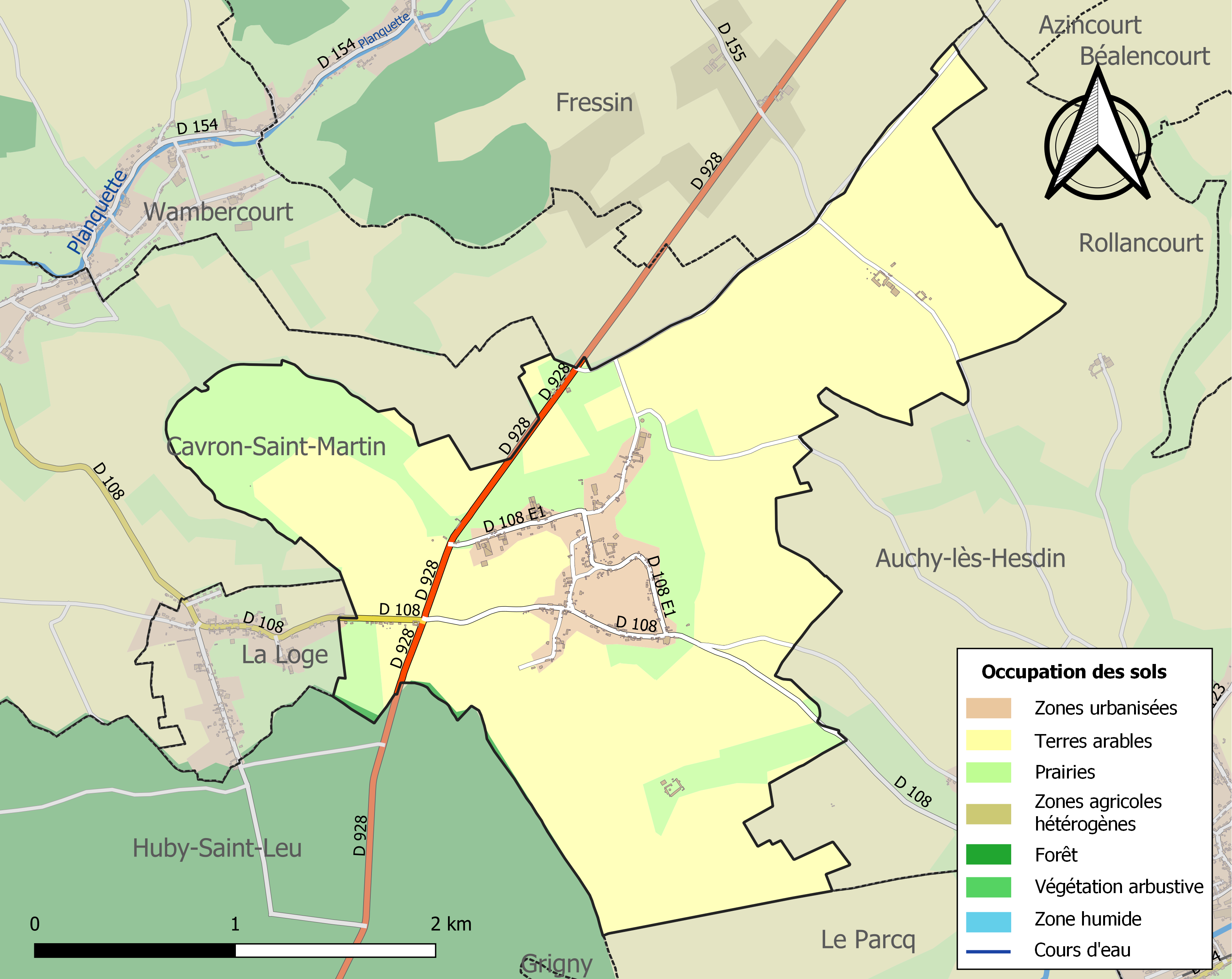
Carte des infrastructures et de l'occupation des sols de la commune en 2018 (CLC).

## Toponymie
Le nom de la localité est attesté sous les formes Wamin en 1079 ; Walmin en 1275 ; Waming en 1277 ; Wamin-au-Bois en 1739.

## Histoire
La terre de Wamin a appartenu à la famille de Fléchin depuis au-moins le XVe siècle : en 1474, selon un registre des fiefs et arrière-fiefs du bailliage d'Hesdin en 1474, elle était la propriété de Messire Simon de Fléchin, chevalier. La famille de Fléchin conserva la seigneurie de Wamin jusqu'à la Révolution.
La résidence seigneuriale a peut-être été élevée  par la famille de Fléchin après le rattachement définitif d'Hesdin à la France (1641).
Par lettres de Louis XIV de novembre 1693, la terre de Wamin est érigée en marquisat, en faveur de François de Fléchin, écuyer, seigneur de Wamin.

### Les Hospitaliers
La ferme du Bois-Saint-Jean, ancienne commanderie des Hospitaliers de l'ordre de Saint-Jean de Jérusalem, date des XIIe siècle et XIXe siècle,.

### Première Guerre mondiale
Pendant la Première Guerre mondiale, en octobre 1915, des troupes relevées du front d'Artois, sont venues en cantonnement (récupération) sur la commune, de même que sur Rebreuviette, Oppy...

## Politique et administration

### Découpage territorial
La commune se trouve dans l'arrondissement de Montreuil du département du Pas-de-Calais.

#### Commune et intercommunalités
La commune est membre de la communauté de communes des 7 Vallées.

#### Circonscriptions administratives
La commune est rattachée au canton d'Auxi-le-Château.

#### Circonscriptions électorales
Pour l'élection des députés, la commune fait partie de la quatrième circonscription du Pas-de-Calais.

### Élections municipales et communautaires

#### Liste des maires
| Période                                  | Période                     | Identité         | Étiquette | Qualité                                                                     |
| ---------------------------------------- | --------------------------- | ---------------- | --------- | --------------------------------------------------------------------------- |
| Les données manquantes sont à compléter. |                             |                  |           |                                                                             |
| mars 2001                                | mars 2008                   | Armand Alisse    |           |                                                                             |
| mars 2008                                | En cours (au 14 avril 2022) | Philippe Lejosne |           | Agriculteur Réélu pour le mandat 2014-2020, Réélu pour le mandat 2020-2026, |

## Équipements et services publics

### Espaces publics
La commune fait partie des villages labellisés Village Patrimoine, qui œuvrent à mettre en avant leurs patrimoines matériels et/ou immatériels (historique, culturel, naturel, architectural, etc.).

## Population et société

### Démographie

#### Évolution démographique
L'évolution du nombre d'habitants est connue à travers les recensements de la population effectués dans la commune depuis 1793. Pour les communes de moins de 10 000 habitants, une enquête de recensement portant sur toute la population est réalisée tous les cinq ans, les populations de référence des années intermédiaires étant quant à elles estimées par interpolation ou extrapolation. Pour la commune, le premier recensement exhaustif entrant dans le cadre du nouveau dispositif a été réalisé en 2008.

En 2022, la commune comptait 242 habitants, en évolution de +1,68 % par rapport à 2016 (Pas-de-Calais : −0,72 %, France hors Mayotte : +2,11 %).
| 1793 | 1800 | 1806 | 1821 | 1831 | 1836 | 1841 | 1846 | 1851 |
| ---- | ---- | ---- | ---- | ---- | ---- | ---- | ---- | ---- |
| 474  | 501  | 426  | 467  | 475  | 446  | 455  | 410  | 464  |

| 1856 | 1861 | 1866 | 1872 | 1876 | 1881 | 1886 | 1891 | 1896 |
| ---- | ---- | ---- | ---- | ---- | ---- | ---- | ---- | ---- |
| 456  | 469  | 477  | 481  | 467  | 432  | 398  | 423  | 404  |

| 1901 | 1906 | 1911 | 1921 | 1926 | 1931 | 1936 | 1946 | 1954 |
| ---- | ---- | ---- | ---- | ---- | ---- | ---- | ---- | ---- |
| 372  | 352  | 349  | 312  | 318  | 325  | 333  | 315  | 300  |

| 1962 | 1968 | 1975 | 1982 | 1990 | 1999 | 2006 | 2008 | 2013 |
| ---- | ---- | ---- | ---- | ---- | ---- | ---- | ---- | ---- |
| 284  | 263  | 217  | 272  | 276  | 263  | 254  | 252  | 238  |

| 2018 | 2022 | - | - | - | - | - | - | - |
| ---- | ---- | - | - | - | - | - | - | - |
| 235  | 242  | - | - | - | - | - | - | - |

#### Pyramide des âges
En 2018, le taux de personnes d'un âge inférieur à 30 ans s'élève à 32,3 %, soit en dessous de la moyenne départementale (36,7 %). À l'inverse, le taux de personnes d'âge supérieur à 60 ans est de 30,7 % la même année, alors qu'il est de 24,9 % au niveau départemental.
En 2018, la commune comptait 116 hommes pour 119 femmes, soit un taux de 50,64 % de femmes, légèrement inférieur au taux départemental (51,50 %).
Les pyramides des âges de la commune et du département s'établissent comme suit.
| Hommes | Classe d’âge | Femmes |
| ------ | ------------ | ------ |
| 0,0    | 90 ou +      | 0,0    |
| 7,8    | 75-89 ans    | 11,8   |
| 20,7   | 60-74 ans    | 21,0   |
| 19,0   | 45-59 ans    | 21,0   |
| 16,4   | 30-44 ans    | 17,6   |
| 14,7   | 15-29 ans    | 15,1   |
| 21,6   | 0-14 ans     | 13,4   |

| Hommes | Classe d’âge | Femmes |
| ------ | ------------ | ------ |
| 0,5    | 90 ou +      | 1,6    |
| 5,6    | 75-89 ans    | 8,9    |
| 16,7   | 60-74 ans    | 18,1   |
| 20,2   | 45-59 ans    | 19,2   |
| 18,9   | 30-44 ans    | 18,1   |
| 18,2   | 15-29 ans    | 16,2   |
| 19,9   | 0-14 ans     | 17,9   |

## Culture locale et patrimoine

### Lieux et monuments

#### Monuments historiques
- Le château de Wamin, peut-être érigé au XVIIe siècle (1660) par Édouard de Fléchin (1628-1681) et Marie-Jeanne de Brandt (ca 1634-1705) est vendu en 1811 à la famille Lefebvre de Gouy de Milly.

Le château en totalité avec ses dispositions intérieures et ses décors, la cour d'honneur et les murs d'enceinte, les façades et toitures des communs de la cour d'honneur et de la basse-cour et les deux pavillons d'entrée, le parc avec la gloriette et le potager avec la maison du jardinier font l'objet d'une inscription au titre des monuments historiques par arrêté du 2 mars 2009.
- La ferme du Bois-Saint-Jean, l'ensemble des bâtiments de ferme fait l'objet d'une inscription aux monuments historiques, depuis un arrêté du 4 août 2009[40].

#### Autres lieux et monuments
- L'église Notre-Dame-de-l'Assomption, dont la base de son clocher date du XVIe siècle[41], a été reconstruite en 1664, date visible sur l'arc entre le chœur et la nef. Un caveau à l'entrée du chœur était le lieu d'inhumation de la famille de Fléchin[42].
- Le monument aux morts[43].

### Héraldique
| Armes de Wamin | Les armes de Wamin se blasonnent ainsi : fascé d'or et de sable de six pièces. |

## Pour approfondir

#### Bases de données, dictionnaires et encyclopédies
- Ressources relatives à la géographie :   - Insee (communes)
  - Ldh/EHESS/Cassini
- Ressource relative à plusieurs domaines :   - Annuaire du service public français
- Notices d'autorité :   - BnF (données)